# Joypad (magazine)
Joypad est un magazine mensuel français consacré aux jeux vidéo sur consoles, édité par Yellow Media et disparu en 2011. 
L'audience en 2004 atteignait 28 500 lecteurs par tirage. En 2009, elle n'était plus que 8 500 lecteurs avant de chuter aux alentours de 5 000 lecteurs quelques mois avant sa disparition.

## Historique
Joypad est lancé le 17 septembre 1991 par l'éditeur Giga Press. C'est le pendant console de Joystick,.
En juin 2007, Joypad, à l'époque édité par la filiale française de l'éditeur anglais [réf. souhaitée] Future Publishing (désormais distincte du groupe et rebaptisée Yellow Media), signe un contrat d'échange de données avec le magazine britannique Edge également édité par Future, et distribue dès lors un supplément contenant des articles traduits du magazine Edge. À cette même date, Joypad adopte une nouvelle formule et une nouvelle identité visuelle, avec un logo au graphisme proche de celui d'Edge.
D'anciens membres de l'équipe de rédaction de Joypad ont lancé en février 2007 un site web vidéoludique, nommé Gameblog.
La diffusion du magazine s'arrête en septembre 2011 après 222 numéros pour des raisons économiques. Cet arrêt, ainsi que celui du magazine PSM3, a été officialisé par l'éditeur Yellow Media, alors en procédure de redressement judiciaire, le 9 août 2011.